# 长新乡 (云龙县)
长新乡，是中华人民共和国云南省大理白族自治州云龙县下辖的一个乡镇级行政单位。

## 行政区划
长新乡下辖以下地区：
长春村、丰华村、丰胜村、佳局村、松炼村、丰云村、新松村、豆寺村、包罗村、新塘村、永香村和新和村。

## 中国传统村落
2013年8月，长春村、包罗村大达社被评为第二批中国传统村落。